# Theridion leones
Theridion leones är en spindelart som beskrevs av Claude Lévi 1959. Theridion leones ingår i släktet Theridion och familjen klotspindlar. Inga underarter finns listade i Catalogue of Life.